# Volltreffer – Ein Supercoach greift durch
Volltreffer – Ein Supercoach greift durch (Originaltitel: Rebound) ist eine US-amerikanische Sportkomödie aus dem Jahr 2005. Regie führte Steve Carr, das Drehbuch schrieben Jon Lucas und Scott Moore.

## Handlung
Der Basketball-Profitrainer Roy McCormick gilt als jähzornig und eitel. Er wird nach einem tödlichen Unfall vom Sportverband gesperrt, was ihn zwingt, die Stelle als Trainer der provinziellen Schulmannschaft in Mount Vernon anzunehmen. Zuerst hofft er, nach einiger Zeit ein besseres Angebot zu bekommen. Die zuvor erfolglose Mannschaft gewinnt seit seinem Arbeitsantritt die Spiele. McCormick stellt fest, dass das Geld für ihn keine Bedeutung habe, sondern dass er das Spielen liebe.

## Kritiken
Der Film erhielt überwiegend negative Kritiken und erreichte bei Rotten Tomatoes eine Bewertung von 13 %, basierend auf 90 Kritiken. Bei Metacritic konnte ein Metascore von 36, basierend auf 25 Kritiken, erzielt werden.
Roger Ebert schrieb in der Chicago Sun-Times vom 1. Juli 2005, er könne den Film nicht empfehlen. Der Film wiederhole die altbekannten Formeln der Sportfilme und sei vorhersehbar.
Film-Dienst schrieb, der „lustlos heruntergekurbelte Film“ beschwöre „das Märchen vom Glauben an die eigene Kraft“, bediene jedoch nur „Klischees und grenzwertige Scherze“. Martin Lawrence sei fehlbesetzt, was „das geringe Vergnügen“ zusätzlich mindere.

## Auszeichnungen
Steven Christopher Parker als Bester Nebendarsteller und der Film als Beste Komödie wurden im Jahr 2006 für den Young Artist Award nominiert.

## Hintergründe
Der Film wurde in Los Angeles und in Kansas City (Missouri) gedreht. Er spielte in den Kinos der USA ca. 16,8 Millionen US-Dollar ein.